# Maretz
Maretz település Franciaországban, Nord megyében. Lakosainak száma 1403 fő (2022. január 1.). Maretz Prémont, Bertry, Busigny, Clary, Élincourt és Maurois községekkel határos.

## Népesség
A település népességének változása:
| Lakosok száma | 1473 | 1466 | 1478 | 1457 | 1451 | 1444 | 1430 | 1417 | 1403 |
|               | 2013 | 2015 | 2016 | 2017 | 2018 | 2019 | 2020 | 2021 | 2022 |